# Rubkow
Rubkow település Németországban, Mecklenburg-Elő-Pomeránia tartományban. Lakosainak száma 622 fő (2023. december 31.).

## Népesség
A település népességének változása:
| Lakosok száma | 631  | 615  | 610  | 616  | 622  |
|               | 2017 | 2019 | 2021 | 2022 | 2023 |